# Psofoda de bigotis
El psofoda de bigotis (Psophodes nigrogularis) és una espècie d'ocell de la família dels psofòdids (Psophodidae).

## Hàbitat i distribució
Habita els espesos matolls costaners i el "mallee" del sud-oest d'Austràlia.